# Frederik van Saksen-Altenburg (1599-1625)
Frederik (Torgau, 12 februari 1599 - Seelze, 24 oktober 1625), uit de Ernestijnse linie van het huis Wettin, was van 1603 tot 1624 hertog van Saksen-Altenburg. Frederik heeft nooit daadwerkelijk in Altenburg geregeerd. Toen hij meerderjarig werd liet hij de regering over aan zijn oudste broer Johan Filips en trad hij in militaire dienst.

## Biografie
Frederik was de tweede zoon van hertog Frederik Willem I van Saksen-Weimar en Anna Maria, een dochter van Filips Lodewijk van Palts-Neuburg. Frederik Willem overleed in 1602, terwijl zijn vier zoons nog minderjarig waren. Johan III, de jongere broer van Frederik Willem I, nam de regering in Weimar over en hoopte ook als enige de voogdij over zijn minderjarige neven te krijgen. Onder druk van paltsgraaf Filips Lodewijk moest Johan III de voogdij delen met keurvorst Christiaan II van Saksen. In 1603 werd besloten om Saksen-Weimar te verdelen, zodat de kinderen van Frederik Willem I hun eigen vorstendom zouden krijgen. In naam van zijn voogden koos keurvorst Christiaan II het deel met Altenburg voor hen uit. Johan III bleef daardoor hertog van Weimar.
In 1604 vertrok Anna Maria uit het hof in Weimar, en nam ze met haar kinderen intrek in het Kasteel van Altenburg. Omdat het kasteel te klein was voor haar hofhouding liet Anna Maria het kasteel verbouwen. De opvoeding van haar kinderen liet Anna Maria grotendeels over aan de jurist Caspar Facius. Altenburg was op politiek gebied volledig afhankelijk van het keurvorstendom Saksen, zeker toen na de dood van Johan III in 1605, Christiaan II als enige voogd overbleef. Nadat Christiaan in 1611 stierf, kwam de voogdij in handen van diens jongere broer Johan George I.
Frederik begon in 1612 aan een studie aan de Universiteit van Leipzig. Vanaf 1614 verbleef hij aan het Saksische hof in Dresden. Frederiks oudste broer Johan Filips werd in 1618 meerderjarig en nam zelf de regering in Altenburg over. In zijn Rijkspolitiek verbond Johan Filips zich met Saksen. Net als Saksen bleef hij aan het begin van de Dertigjarige Oorlog (1618-1648) trouw aan de keizer. In 1620 sloot Frederik, die inmiddels zelf meerderjarig was geworden, een verdrag met zijn oudere broer waarin hij voor vier jaar afzag van deelname aan de regering. Frederik trad in militaire dienst bij keurvorst Johan George I van Saksen. Twee jaar later nam hij dienst in het Spaanse leger, dat net als de Saksen, aan de zijde van de keizer streed.
Vanwege de slechte ervaring die Frederik in het Spaanse leger opdeed besloot hij van partij te wisselen. In 1623 sloot hij zich, net zoals zijn neven uit Saksen-Weimar, bij het leger van Christiaan van Brunswijk aan. In de Slag bij Stadtlohn werd het leger van Christiaan echter vernietigend verslagen door de troepen van de Katholieke liga onder leiding van graaf Tilly. Frederik werd samen met zijn neef Willem van Saksen-Weimar gevangengenomen en naar Wiener Neustadt gebracht.
Keurvorst Johan George I wist de keizer over te halen om Frederik vrij te laten. Frederik sloot zich echter opnieuw aan bij de vijanden van de keizer. Hij trad in dienst van koning Christiaan IV van Denemarken, die sinds 1625 in oorlog was met de keizer. De koning benoemde Frederik tot kolonel. Nog in hetzelfde jaar, op 24 oktober, sneuvelde Frederik tijdens een schermutseling tegen de troepen van graaf Tilly. Zijn lichaam werd allereerst in Hannover bijgezet, maar later naar de Brüderkirche in Altenburg overgebracht. Frederik was niet getrouwd en had geen kinderen.